# Stennäs kvarn

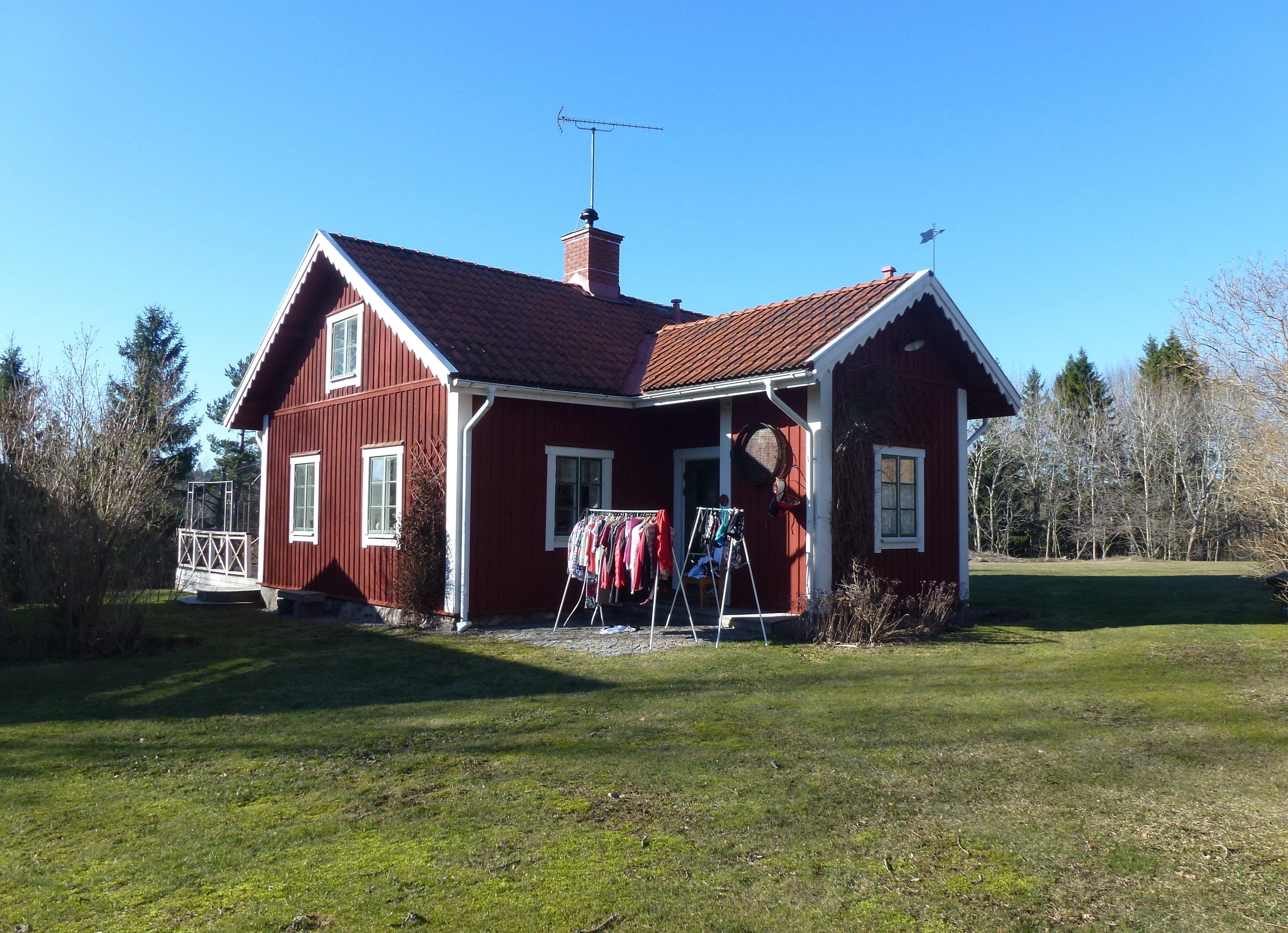
Stennäs kvarnstuga 2015.

Stennäs kvarn var en väderkvarn i Sorunda socken på Lisö i Nynäshamns kommun. Kvarnen började användas i slutet av år 1866 och den revs på 1940-talet. Idag påminner adressen Kvarnbacken med den före detta kvarnstugan om den gamla kvarnen.

## Bakgrund

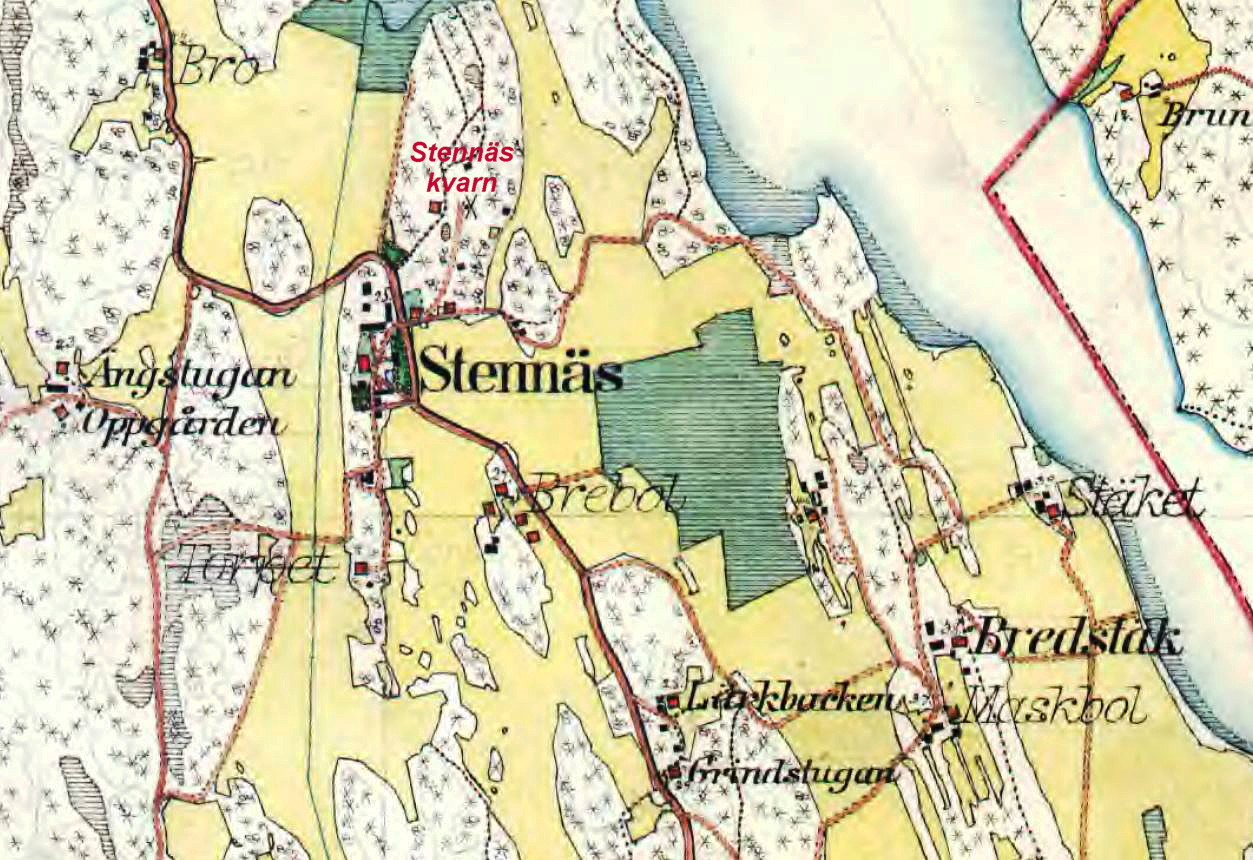
Stennäs gård och kvarn 1901.

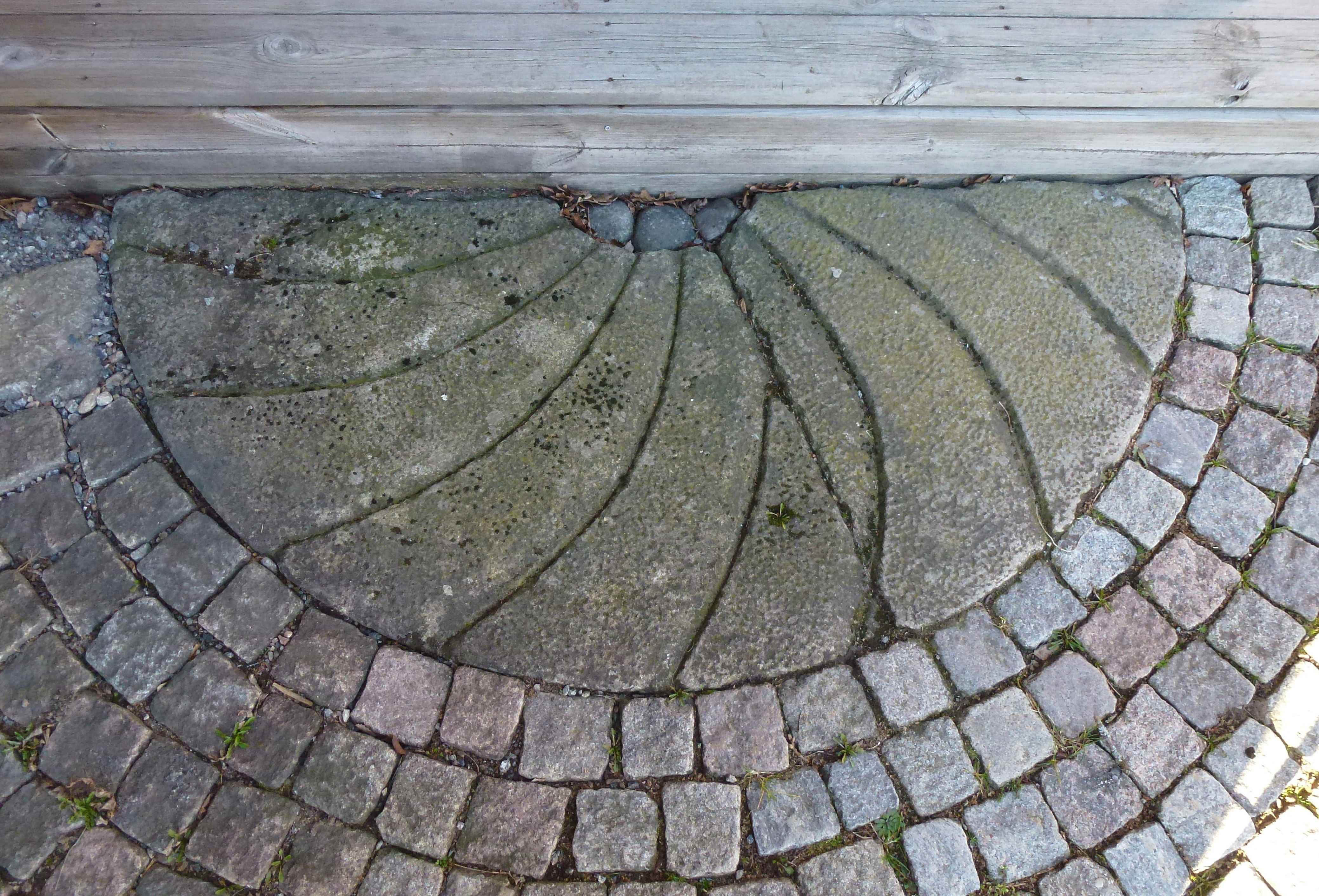
En halv kvarnsten från kvarnen ligger vid kvarnstugans entré.

Den 30 december 1863 utfärdades en kungörelse som helt släppte de tidigare restriktionerna som omgav kvarnrörelsen. Därför uppfördes på 1860-talet flera nya kvarnar i Sverige. På Södertörn byggdes tre väderkvarnar vid denna tid: Herrhamra kvarn i Torö socken, Stennäs kvarn i Sorunda socken och Nora kvarn i Mörkö socken. Den senare flyttades 1929 till friluftsmuseet Torekällberget i Södertälje där numera en kopia står, eftersom originalkvarnen brann ner 1989. Samtliga tre kvarnar uppfördes av byggmästaren F. G Jernberg. Av dem är Herrhamra kvarn den enda bevarade väderkvarnen i kommunen.

## Kvarnen vid Stennäs
Kvarnen byggdes mellan sommaren och vintern 1866 på kvarnbacken norr om Stennäs gård och var en så kallad holländare där översta delen (huven eller hättan) med vingarna kunde vridas och riktas ut mot vinden. Kvarnbyggnaden var en timrad åttkantig byggnad, upptill avsmalnande och i tre våningar. Taket utgjordes av en konformig hätta. Kvarnen liknade till sitt utseende Nora kvarn på Torekällberget eller Herrhamra kvarn (som dock saknar sina vingar) på Ankarudden. 
Stennäs gård lydde under Fållnäs och kvarnens räkenskaperna återfinns därför i Fållnäs gårds kassaböcker. Där framgår bland annat byggkostnaderna för kvarnen som är bokförda till 7 884:02 kronor mellan juni och december 1866. Byggmästare Jernberg fick 450:00 kronor kontant för ”upprättad ritning och verkställd byggnad”. Jernberg hade till sin hjälp mjölnaren Gustav Adolf Boman från Sorunda, som efter 1868 skötte kvarnverksamheten vid Herrhamra kvarn. I november 1866 kom man tydligen igång med malningen på Stennäs kvarn. För den månaden finns antecknat: 66 kbf (kubikfot) råg,  15 kbf korn och 59 kbf slösäd. Innan dess maldes det mesta på Källsta kvarn som var en vattenkvarn.
Stennäs kvarn revs någon gång på 1940-talet. Vid en antikvarisk bedömning utförd 1979 återfanns på kvarnens plats en åttkantig grund med fyra meters kantlängd, en kvarnsten och en mindre husgrund. Idag står en villa på kvarnens plats, däremot är den före detta kvarnstugan kvar, och numera en privatbostad.